# Strada statale 76 dir dell'Aeroporto Raffaello Sanzio
La strada statale 76 dir dell'Aeroporto Raffaello Sanzio (SS 76 dir), già NSA 249, è una strada statale italiana. La strada ha origine dall'uscita 21 della strada statale 76 della Val d'Esino e si sviluppa per più di metà della sua estensione in viadotto (Chiaravalle, lungo 875 m), fungendo praticamente da collegamento tra la strada statale 76 e l'Aeroporto Raffaello Sanzio di Ancona-Falconara, scavalcando la strada provinciale 33 di Castelferretti e la linea ferroviaria Orte-Falconara e garantendo quindi l'accesso diretto all'aeroporto a coloro che percorrono la statale 76, senza doversi immettere nella viabilità locale. 
Il traffico che percorre questa strada è quindi principalmente quello in entrata e uscita dall'aeroporto.